# Окаменелости озера Мунго
Окаменелости озера Мунго (англ. Lake Mungo remains) — останки трёх известных наборов окаменелостей: Lake Mungo 1, также называемая леди Мунго (а также LM1 и ANU-618; англ. Lady Mungo), Lake Mungo 3, также называемый мужчиной Мунго (а также LM3 и Lake Mungo III; англ. Mungo Man), и Lake Mungo 2 (LM2), найденные в дюнах озера Мунго.
Озеро Мунго находится в Новом Южном Уэльсе (Австралия) и входит в список Всемирного наследия ЮНЕСКО в составе озёрного района Уилландра.
Останки LM1 были обнаружены в 1969 году и являются одними из старейших кремаций. LM3, обнаруженный в 1974 году, был одним из первых людей, которые жили на австралийском континенте, который, как полагают учёные, жил между 68 и 40 тысячами лет назад, в эпоху плейстоцена. На сегодняшний день окаменелости Мунго являются древнейшими анатомически современными останками человека, найденными в Австралии. Их точный возраст является предметом продолжающегося спора.
У одного из образцов учёным удалось определить митохондриальную гаплогруппу S (субклада S2).